# Gospa od Škrpjela
Gospa od Škrpjela (italienisch Madonna dello Scarpello, deutsch Maria vom Felsen bzw. vom Riff) ist eine der zwei kleinen Inseln vor der Küste von Perast in der Bucht von Kotor in Montenegro (die andere ist Sveti Đorđe). Dabei handelt es sich um eine künstliche Insel, die durch ein Bollwerk von Felsen und durch alte gesunkene Schiffe, die mit Steinen beladen waren, geschaffen wurde.
Die Tradition des Felsenwerfens ist auch in heutiger Zeit noch lebendig. Jedes Jahr am 22. Juli findet das fašinada genannte Fest statt, wenn die Einheimischen Steine in das Meer werfen, um somit eine Vergrößerung der Inselfläche zu bewirken.
1452 wurde mit Gospa od Škrpjela eine erste katholische Kirche auf der Insel errichtet. Das heutige Gotteshaus stammt von 1632 und wurde 1722 erneuert und erweitert.
Die beiden Inseln gehören seit 1979, ebenso wie die ganze Bucht von Kotor, zum Weltnatur- und Weltkulturerbe der UNESCO.

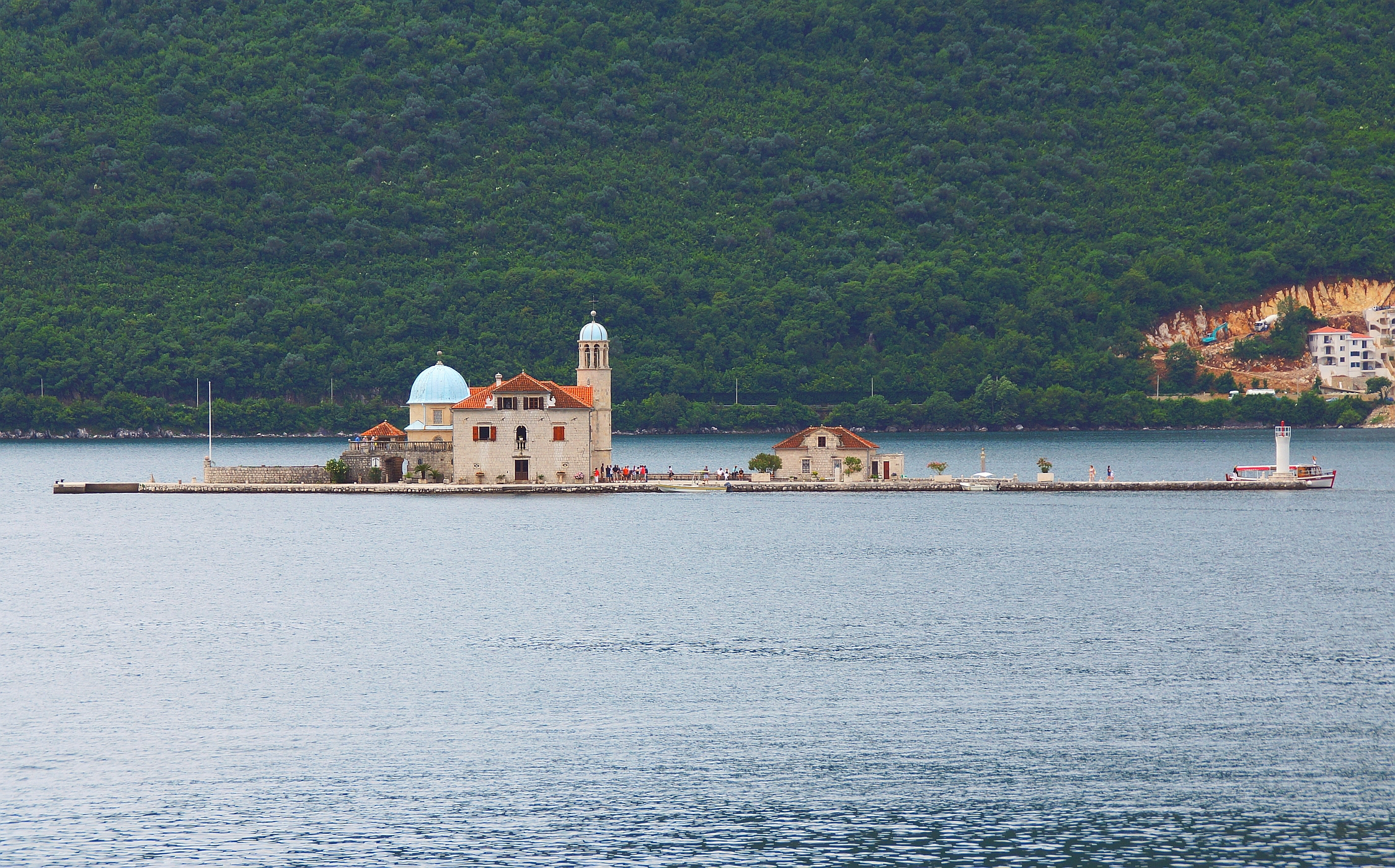
Künstliche Insel Gospa od Škrpjela in ihrer Länge in NO-Ansicht in der Bucht von Kotor (2014)